# 無建制地區 (加拿大)
無建制地區（英文：unorganized area或 unorganized territory）是加拿大的一種行政區劃，所有非市鎮或印第安保留地所管理的地區皆屬此類。在無建制地區，他們沒有自己的地方政府，由省政府或地區政府直接管理。在某些地區，部分政府服務由附近的市鎮提供。

## 安大略省
在安大略省，无组织地区仅存在于安大略省北部地区，包括Parry Sound 区，省内没有县或地区市级政府的部分地区。无组织地区内的一些社区可能有一些由地方服务委员会管理的市政服务。
安大略省的无建制地区仅以它们所属的地区命名，当一个地区包含多个此类地区时，会添加地理限定词。在加拿大 2006 年人口普查中，该省三个未建制地区没有报告人口；他们标有†匕首。
- Algoma, UNO, 北部
- † Algoma, UNO, 东南部
- Cochrane, UNO, 北部
- Cochrane, UNO, 东南部
- † Cochrane，UNO，西南部分
- 凯诺拉，UNO
- Manitoulin, UNO, Mainland
- Manitoulin, UNO, 西区
- Nipissing, UNO, 北部
- Nipissing, UNO, 南部
- Parry Sound，UNO，中心部分
- Parry Sound, UNO, 东北部
- 雨河，UNO
- Sudbury, UNO, 北部
- 桑德贝，UNO
- † Timiskaming，UNO，东区
- Timiskaming，UNO，西区

## 不列颠哥伦比亚省
不列颠哥伦比亚省的大多数地方行政区都包括一些选区，这些选区是没有自己的市政府的非法人地区，但这些地区的居民仍然通过选举代表进入他们的地区议会来获得一种形式的地方政府。
位于该省最西北部的斯蒂金地区是不列颠哥伦比亚省唯一不属于区域性地区的部分，因为人口稀少且没有任何自治市。Stikine Region——不要与Stikine Country或Kitimat-Stikine Regional District混淆——提供服务和监管能力与地区区相同，但是，由省政府直接管理，而不是由地区区议会管理。

## 魁北克
魁北克的非建制领土 ( territoires non organisés ) 位于区域县市内。它们通常以未建制地区内的地理特征命名。

## 马尼托巴省
在马尼托巴省，不属于农村自治市、城市自治市（城市、城镇或村庄）、地方政府区或印第安保留地的领土被归类为“无建制”。这些覆盖了马尼托巴省总面积的67.4%，其中第23无建制区占该省整个无建制地区的一半以上。马尼托巴省的无建制地区被标记并以其所在的人口普查区编号表示，即使人口普查区不用于任何行政目的。